# Marcela Sadilová
Marcela Sadilová (* 26. února 1967 Praha) je bývalá česká a československá vodní slalomářka, kajakářka závodící v kategorii K1.
První medaili na mistrovství světa získala v roce 1991, jednalo se o stříbro ze závodu hlídek. Ve stejné disciplíně pomohla vybojovat českému týmu dvě stříbrné (2002, 2007) a jednu zlatou medaili (2005). V roce 1996 vyhrála individuální závod na evropském šampionátu. Z kontinentálního mistrovství si přivezla ještě dvě zlaté (1996, 1998) a jednu stříbrnou medaili (2000) ze závodů hlídek. Dvakrát startovala na letních olympijských hrách, v Barceloně 1992 skončila na 20. místě, v Atlantě 1996 dojela jako devátá.